# Mari Fukada
Mari Fukada (1º gennaio 2007) è una snowboarder giapponese, specialista in slopestyle e big air.

## Biografia
Specialista in slopestyle e big air e attiva in gare FIS dal gennaio 2021, la Fukada ha esordito in Coppa del Mondo il 17 dicembre 2022 ottenendo subito la prima vittoria nel massimo circuito imponendosi nel big air di Copper Mountain. Ai Campionati Mondiali di Engadina 2025 ha vinto la medaglia di bronzo nel big air.

## Palmarès

### Mondiali
- 1 medaglia
  - 1 bronzo (big air a Engadina 2025)

### Coppa del Mondo
- Miglior piazzamento nella Coppa del Mondo generale di freestyle: 2ª nel 2025
- 7 podi:
  - 3 vittorie
  - 3 secondi posti
  - 1 terzo posto

#### Coppa del Mondo - vittorie
| Data             | Luogo           | Paese       | Disciplina |
| ---------------- | --------------- | ----------- | ---------- |
| 17 dicembre 2022 | Copper Mountain | Stati Uniti | BA         |
| 19 ottobre 2024  | Coira           | Svizzera    | BA         |
| 22 febbraio 2025 | Calgary         | Canada      | SS         |

Legenda:

BA = Big air